# Jota (ur. 1999)
Jota, właśc. João Pedro Neves Filipe (ur. 30 marca 1999 w Lizbonie) – portugalski piłkarz, występujący na pozycji skrzydłowego w szkockim klubie Cetlic. Były młodzieżowy reprezentant Portugalii.

## Kariera klubowa
Urodzony w Lizbonie, Jota rozpoczynał karierę w juniorskich zespołach Benfiki. 18 października 2018 roku, zadebiutował w pierwszej drużynie w wygranym 3-0 wyjazdowym meczu z Sertanense w trzeciej rundzie Taça de Portugal. W kategoriach młodzieżowych wygrał Campeonato Nacional de Juniores w sezonie 2017/18, a także zagrał w finale Ligi Młodzieżowej UEFA 2016/17.
1 lutego 2019 r. Jota został przesunięty do pierwszego zespołu Benfiki wraz z trzema innymi graczami Benfiki B. Po debiucie w Primeira Liga w wygranym 4-0 meczu u siebie z Chaves (24 lutego), zadebiutował w rozgrywkach europejskich w wygranym 3-0 rewanżowym spotkaniu z Dinamo Zagrzeb w ramacj 1/8 finału Ligi Europy.
5 października 2020 r. Jota przeniósł się do drużyny hiszpańskiej La Liga – Realu Valladolid na zasadzie wypożyczenia do końca sezonu 2020/21.
Po powrocie do ojczyzny dołączył na zasadzie wypożyczenia rocznego do Celtic Glasgow.
Po skończeniu wypożyczenia został wykupiony przez szkocki klub za 16 mln €.
W 2023 kupił go Al-Ittihad, w którym rozegrał 16 meczów, a w 2024 został zakupiony przez Stade Rennais.

## Kariera reprezentacyjna
Filipe był członkiem reprezentacji Portugalii do lat 19, która wygrała Mistrzostwa Europy U-19 2018, pokonując w finale reprezentację Włoch 4-3 po dogrywce. Jota został także najlepszym strzelcem turnieju z 5 bramkami i został wybrany do najlepszej drużyny turnieju

## Sukcesy

### Benfica
- Mistrzostwo Portugalii: 2018/2019
- Supertaça Cândido de Oliveira: 2019

### Reprezentacyjne
- Mistrzostwa Europy U-17: 2016
- Mistrzostwa Europy U-19: 2018; drugie miejsce: 2017
- Mistrzostwa Europy U-21: drugie miejsce: 2021